# El Diez, Nuevo León
El Diez är en ort i Mexiko.   Den ligger i kommunen Linares och delstaten Nuevo León, i den centrala delen av landet, 600 km norr om huvudstaden Mexico City. El Diez ligger 297 meter över havet och antalet invånare är 322.
Terrängen runt El Diez är platt. Runt El Diez är det ganska glesbefolkat, med 29 invånare per kvadratkilometer. Närmaste större samhälle är Linares, 11,2 km väster om El Diez. Trakten runt El Diez består till största delen av jordbruksmark.